# محمد عطا الله الكسم
محمد عطاء الله الكَسْم (1260- 1357 هـ/ 1844- 1938 م) من كبار علماء دمشق، كان شيخًا للأحناف ومفتيًا على الديار الشامية من 1918 حتى وفاته سنة 1938.

## سيرته
وُلد عطاء الله بن إبراهيم بن ياسين بن أحمد عمر الكسم في دمشق في أسرة أصلها من حِمص، عمل أبناؤها في التجارة والعِلم. دَرَس الفقه الإسلامي في دمشق وقرأ على يد أشهر علماء الدين مثل: عبد الغني الغنيمي المَيداني، ومحمد الطنطاوي، وعبد الله الركابي السكري، ولازم سليم العطار مُدرس البخاري في جامع سليمان باشا.
عمل الكسم في بداية حياته في مدرسة مكتب عنبر، ثم صار مدرِّسًا في الجامع الأموي وفي جامع يلبغا، وتتلمذ على يديه عدد كبير من الطلاب الذين صاروا من علماء الشام، مثل: محمد شريف النص، وعبد الوهَّاب دبس وزيت الحافظ، وعارف الجُوَيجاتي، وعارف الصوَّاف الدُّوَجي، وعبد الرزَّاق الحفار، ومحمود ياسين.

## موقفه من شهداء أيار
في منتصف الحرب العالمية الأولى حصل خلاف بينه وبين الحاكم العسكري العثماني جمال باشا، عندما عارض الشّيخ عطا الله الكسم قرار إعدام عدد من الأعيان والنواب في ساحة المرجة وسط مدينة دمشق يوم 6 أيار 1916. شمل قرار الإعدام نواباً ومفكرين ومحامين مثل شفيق مؤيد العظم ورشدي الشمعة ورفيق رزق سلوم وعبد الوهاب الإنكليزي وغيرهم من قادة المجتمع السوري في حينها، المدانين بالخيانة العظمى لتواصلهم مع القنصلية الفرنسية بدمشق والعمل معها بالسر ضد الدولة العثمانية.

## إفتاء الديار الشامية
بعد انتهاء الحرب العالمية الأولى وسقوط دمشق في يد الحلفاء في أيلول 1918، بايع الشّيخ عطا الله الكسم الأمير فيصل بن الحسين حاكماً عربياً على سورية، ممثلاً أباه الشريف حسين بن علي، قائد الثورة العربية الكبرى ضد الدولة العثمانية. عُيّن رئيساً للجنة الأوقاف وعضواً في مجلس ولاية دمشق، مسؤولاً عن القضاء الشرعي. وفي 11 أيار 1919، عينه الأمير فيصل مفتياً عاماً على المدينة، خلفاً للشّيخ أبو الخير عابدين، الذي أغضب علماء الدين بتحليله التدخين.  

## الجمعيات الخيرية
بقى المفتي الكسم في منصبه طَوالَ الحكم الفيصلي، ودعا إلى الجهاد المقدَّس في مواجهة الجيش الفرنسي المتقدم نحو مدينة دمشق من الساحل السوري في صيف عام 1920. وفي آذار 1924 شارك بتأسيس جمعية الخلافة الإسلامية السورية، الرامية إلى إيجاد خليفة صالح للأمة الإسلامية بعد إلغاء الرئيس التركي مصطفى كمال أتاتورك منصب الخلافة في اسطنبول، الذي شغله على مدار قرون طويلة سلاطين بني عثمان. ضمّت الجمعية عدداً من الأعيان، مثل الوزير بديع مؤيد العظم ونقيب الأشراف الشيخ أحمد الحسيبي والأمير محمد سعيد الجزائري، حفيد الأمير عبد القادر الجزائري.
وفي منتصف العشرينيات، انضم الكسم إلى جمعية الهداية الإسلامية، التي أسسها أحد طلابه الشيخ محمود ياسين وشارك في حفل الإشهار الذي أقيم بمقر مجمع اللغة العربية. تولى محمود ياسين رئاسة جمعية الهداية الإسلامية وكان يحرص على تعليم الأُميين والأيتام من أبناء المسلمين عن طريق مدرسة خاصة أقامها بهذا الهدف، ولكنها اغلقت من قبل الاستخبارات الفرنسية بسبب نشاطها الوطني.

## مؤلفاته
وضع الكسم عدداً من المؤلفات والأبحاث، أشهرها:
1. «فصل الخطاب في المرأة ووجوب الحجاب».
2. «رسالة في مصطلح الحديث».
3. «الأقوال المرضية في الرد على الوهابية».

## أولاده
اشتهر ثلاثة من أبنائه، وهم الدكتور بديع الكسم المفكر القومي الذي كان من مؤسسي حزب البعث العربي الاشتراكي، والدكتور عبد الرؤوف الكسم الذي كان رئيسًا لمجلس وزراء سورية في ثمانينيات القرن العشرين. والدكتور بدر الكسم الذي كان يعمل في منظمة الأمم المتحدة، ووضع عددًا من الأبحاث القانونية والسياسية والتاريخية.

## وفاته
توفي عطاء الله الكسم في دمشق يوم الأحد 11 جُمادى الآخرة 1357هـ الموافق 7 أغسطس (آب) 1938م.